# کانلی اسپرینگز (کارولینای شمالی)
کانلی اسپرینگز (به انگلیسی: Connelly Springs) شهری در ایالت کارولینای شمالی کشور ایالات متحده آمریکا است که جمعیت آن در سرشماری سال ۲۰۱۰ میلادی، ۱٬۶۶۹ نفر بوده‌است.